# Gymnopilus panurensis
Gymnopilus panurensis là một loài nấm thuộc họ Cortinariaceae.